# Dendrophilus punctatus
Dendrophilus punctatus är en skalbaggsart som först beskrevs av Herbst 1791.  I den svenska databasen Dyntaxa används istället namnet Dendrophilus corticalis. Dendrophilus punctatus ingår i släktet Dendrophilus och familjen stumpbaggar. Arten är reproducerande i Sverige.

## Underarter
Arten delas in i följande underarter:
- D. p. punctatus
- D. p. championi